# Ван Ран, Вим
Давид Вилхелм (Вим) ван Ран (нидерл. David Wilhelm "Wim" van Raan, 1 января 1892, Амстердам — 16 августа 1979, Кейптаун) — нидерландский футболист, игравший на позиции нападающего, выступал за амстердамский «Аякс».

## Спортивная карьера
В возрасте двадцати лет вступил в футбольный клуб «Аванти», который выступал в третьем классе чемпионата Амстердама. Он также играл за сборную работников алмазной отрасли. В конце сентября 1913 года перешёл в другой амстердамский клуб — «Нерландия». На тот момент он проживал в центральной части города по адресу Блумстрат 99. В течение двух сезонов выступал за первую и вторую команду, где также играли Франс де Хан и Франс Рютте.
В ноябре 1915 года стал игроком «Аякса». С сезона 1916/17 играл за четвёртый состав как нападающий, был капитаном команды. В дальнейшем выступал также за пятую команду, а в начале сезона 1919/20 был переведён в «Аякс 2».
В первой команде «Аякса» дебютировал 5 октября 1919 года в матче чемпионата Нидерландов против ХБС, заменив Кика Гёдекера в стартовом составе. Домашняя встреча на стадионе «Хет Хаутен» завершилась крупным поражением его команды со счётом 2:6. В следующем туре вновь вышел на поле с первых минут, но результативными действиями в матче с ХФК не отметился, в гостях амстердамцы сыграли вничью 0:0. До конца сезона ван Ран продолжал играть за «Аякс 2».

## Личная жизнь

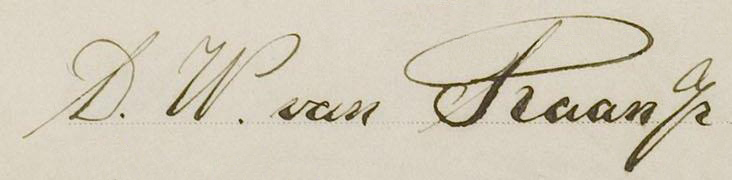
Автограф ван Рана, оставленный им в день бракосочетания, 26 июня 1918 г.

Вим родился в январе 1892 года в Амстердаме. Отец — Давид Вилхелм ван Ран, мать — Йоханна Элизабет ван Геннеп. Оба родителя были родом из Амстердама, они поженились в июле 1887 года — на момент женитьбы отец был огранщиком алмазов. В их семье воспитывалось ещё семеро детей: шестеро дочерей и сын.
Как и отец, работал в сфере драгоценных камней. Женился в возрасте двадцати шести лет — его супругой стала 23-летняя Бригетта Мейер, уроженке Слотена. Их брак был зарегистрирован 26 июня 1918 года в Амстердаме.
В 1926 году переехал в бельгийский Антверпен, а год спустя отправился с женой в Южную Африку. В январе 1928 года в Йоханнесбурге родилась дочь по имени Бригетта.
Умер 16 августа 1979 года в Кейптауне в возрасте 87 лет. Похоронен 20 августа на кладбище Мёйзенберг на юге Кейптауна.